# 玄広恵探
玄広 恵探（げんこう えたん）は、戦国時代の武将。今川義元の庶兄。今川 良真（いまがわ ながざね）を名乗ったとする説もある。

## 生涯

### 生い立ち
永正14年（1517年）、今川氏親の庶子として誕生。異母弟の栴岳承芳（後の義元）や象耳泉奘と同じく、早くに出家して華蔵山徧照光寺（静岡県藤枝市花倉）の住持となる。
従来、今川彦五郎が氏親の次男と考えられていたが、北条氏康を「北条新九郎」名義で記されていることから天文20年（1551年）以前に作成されたと推測できる『蠧簡集残篇』所収「今川系図」において、「花蔵二男」と玄広恵探が次男と明記されていることにより、恵探が氏親の次男で彦五郎の庶兄ではないかと考えられるようになった。

### 花倉の乱
天文5年（1536年）、今川家当主の氏輝とその次弟・彦五郎が相次いで急死した。
家督の後継を巡って、玄広恵探は福島氏に擁されて花倉城に拠るが、6月10日に栴岳承芳派に攻められて瀬戸谷の普門寺で自害した。

## 逸話
- 桶狭間の戦いの直前、義元の夢の中に恵探が現われ「此度の出陣をやめよ」と言った。義元は「そなたは我が敵。そのようなことを聞くことなどできぬ」と言い返すと「敵味方の感情で言っているのではない。我は当家の滅亡を案じているのだ」と述べたため夢から覚めた。義元は駿府から出陣したが、藤枝で恵探の姿を見つけて刀の柄に手をかけたという（『当代記』）。